# Ripponden
Ripponden är en by och en civil parish i Calderdale, West Yorkshire, England. Orten hade 6 412 invånare 2001.